# بوب روبسون
بوب روبسون (بالإنجليزية: Pop Robson)‏ (11 نونبر 1945 سندرلاند المملكة المتحدة) هو لاعب كرة قدم بريطاني سابق كان يلعب كمهاجم.

## حياته

### لاعب
لعب روبسون مع نادي نيوكاسل يونايتد كأول نادي احترافي، وفاز معه بدوري البطولة الإنجليزية موسم 1964-65 وكأس المعارض الأوروبية 1968-1969.
في فبراير من سنة 1971 انتقل إلى ويست هام يونايتدمقابل 000 120£، ولعب معه أول مباراة في 24 من نفس الشهر ضد نوتينغهام فورست، وفاز بجائزة أفضل لاعب في السنة لنادي ويست هام.
في يوليوز من سنة 1974 عاد إلى شامل إنجلترا، وإلى مدينته الأمم، عبر بوابة نادي سندرلاند، مقابل 000 145£.
في أكتوبر 1976 عاد إلى ويست هام يونايتد، لعب 254 مباراة سجل 104 هذف خلال الفطرتين.
سنة 1979 عاد إلى نادي سندرلاند مقابل 000 45£، وقد كان له دور كبير في الفوز بدوري البطولة الإنجليزية موسم 1979-1980 عبر أهدافه.
و أنهى مسيرته الكروية مع نادي كارلايل يونايتد بعد مسيرة دامت 22 سنة لعب خلالها 674 مباراة سجل خلالها 265 هدف.